# Reilly
Reilly ist eine französische Gemeinde mit 116 Einwohnern (Stand 1. Januar 2022) im Département Oise in der Region Hauts-de-France. Sie gehört zum Arrondissement Beauvais, zur Communauté de communes du Vexin Thelle und zum Kanton Chaumont-en-Vexin.

## Geographie
Die Gemeinde Reilly liegt am Flüsschen Réveillon in der Landschaft Vexin français, sechs Kilometer südöstlich von Gisors. Zu Reilly gehören die Ortsteile La Fortelle und Courtieux.

## Einwohner
| Jahr                       | 1962 | 1968 | 1975 | 1982 | 1990 | 1999 | 2011 | 2021 |
| -------------------------- | ---- | ---- | ---- | ---- | ---- | ---- | ---- | ---- |
| Einwohner                  | 100  | 147  | 144  | 126  | 160  | 165  | 120  | 120  |
| Quellen: Cassini und INSEE |      |      |      |      |      |      |      |      |

## Sehenswürdigkeiten
- Kirche Saint-Martin aus dem 12. und 13. Jahrhundert, seit 1929 als Monument historique eingetragen[1][2]
- Kapelle Saint-Germer aus dem 14. Jahrhundert, Monument historique seit 1929,[3][4] mit zugehörigem Herrenhaus.
- Wassermühle aus dem 15. Jahrhundert am Réveillon
- Gehöft Saint-Aubin aus dem 15./16. Jahrhundert
- ehemaliges öffentliches Waschhaus (Lavoir)

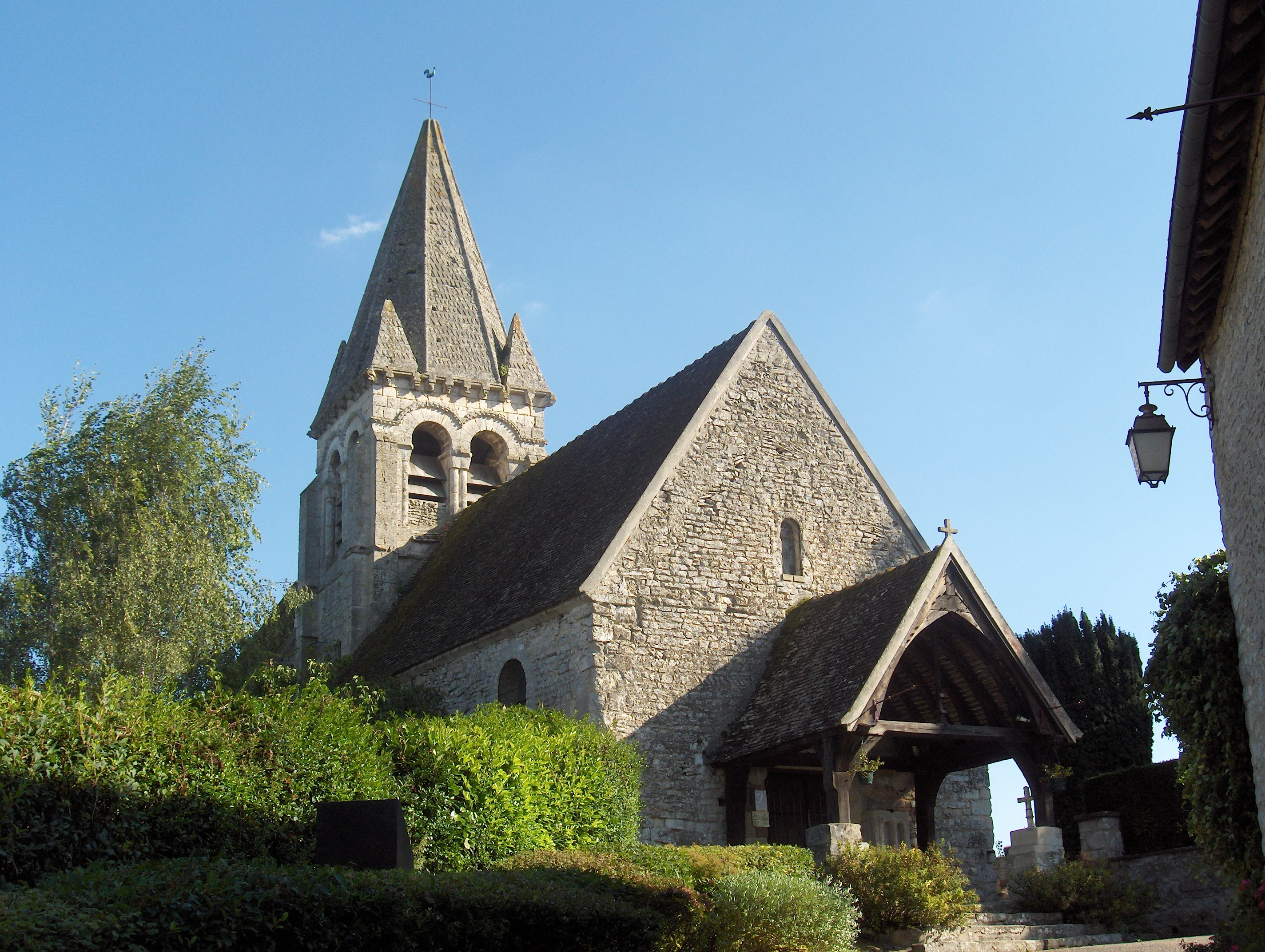
Kirche Saint-Martin
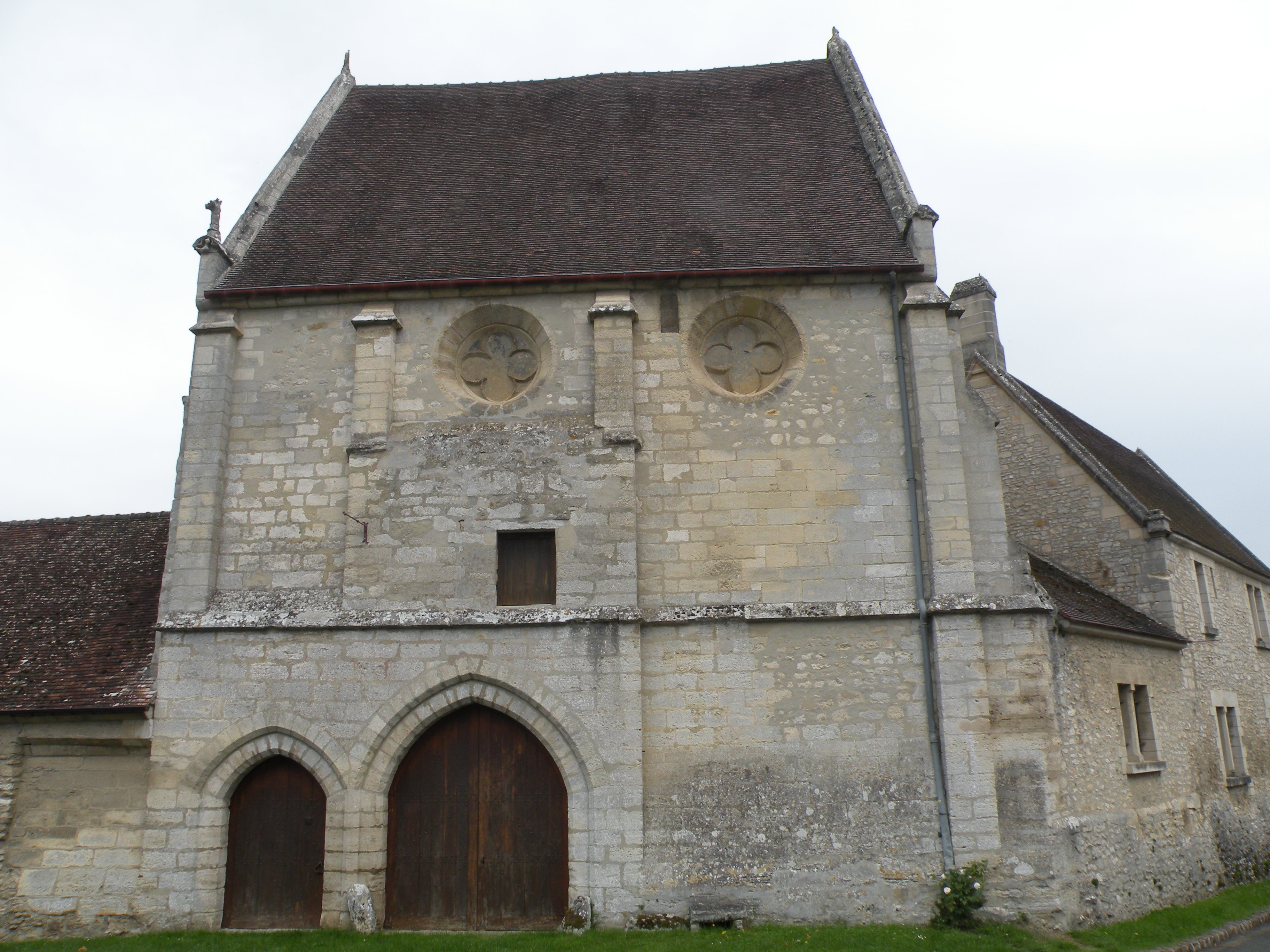
Kapelle Saint-Germer
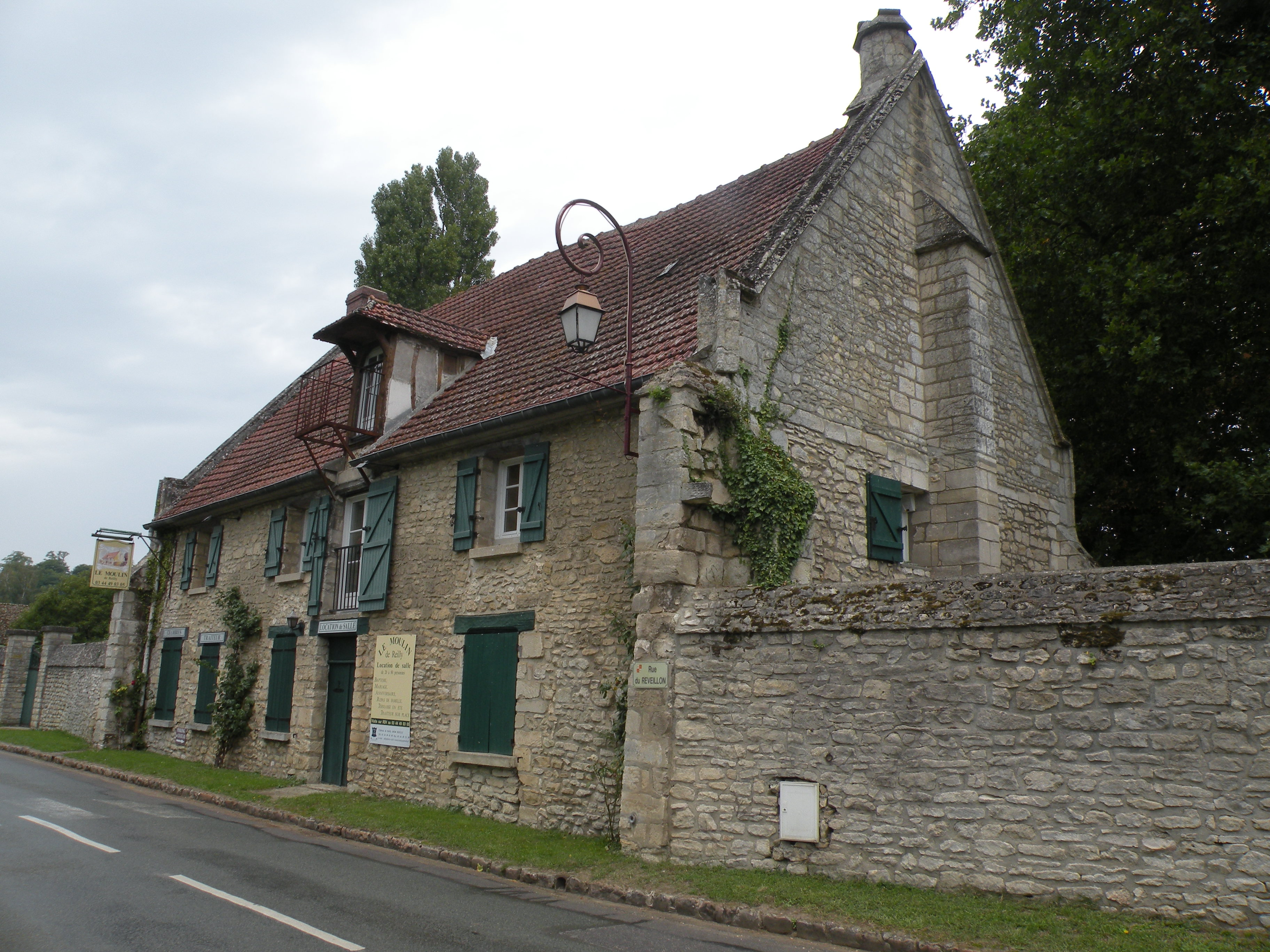
Wassermühle
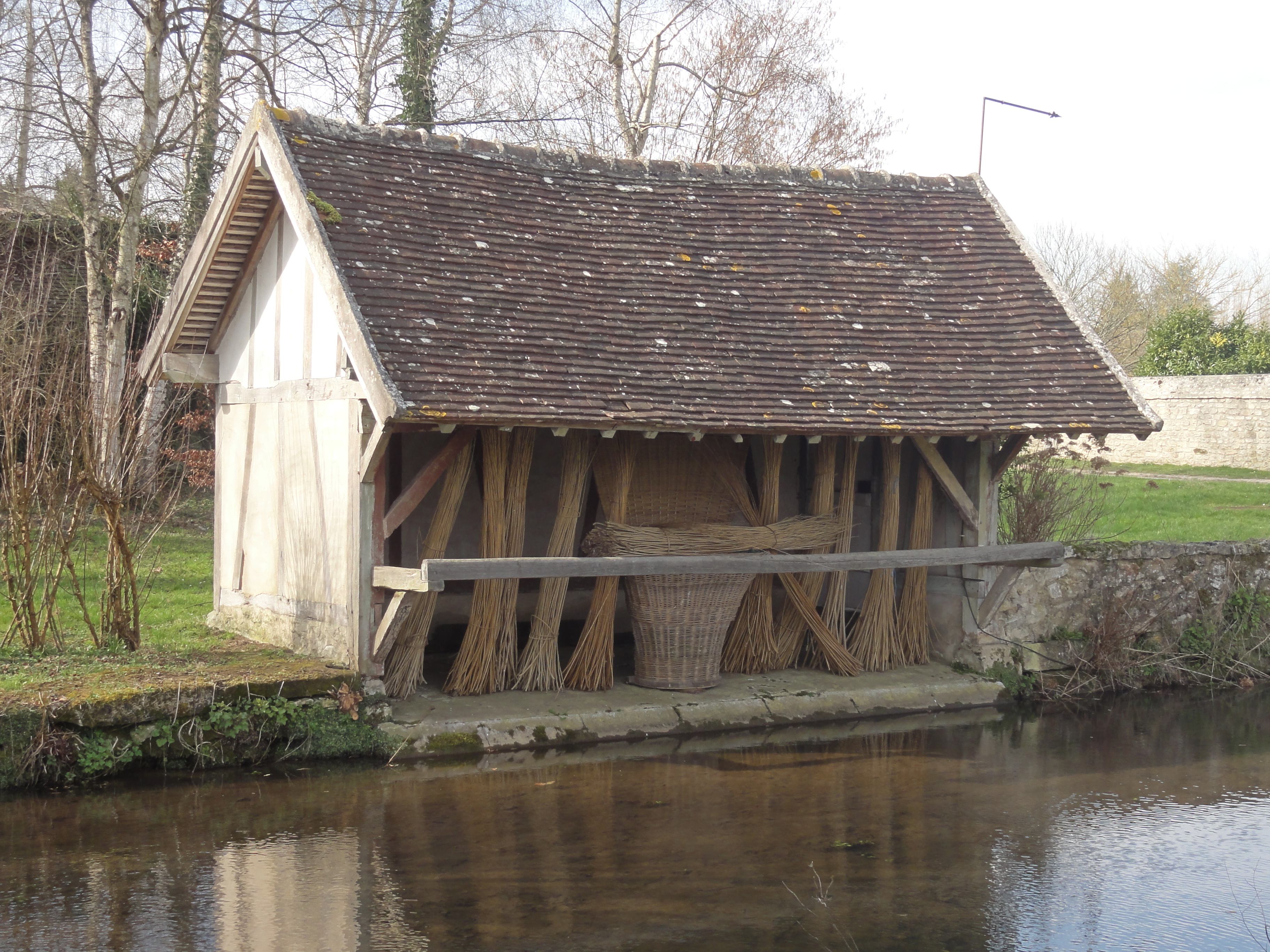
Waschhaus

## Wirtschaft
In Reilly befindet sich eine Fabrik für Scheibenwischerblätter.